# La Meilleure Façon de marcher
Pour plus de détails, voir Fiche technique et Distribution.
La Meilleure Façon de marcher est un film dramatique français réalisé par Claude Miller en 1976.
Premier long-métrage du réalisateur, qu'il a co-écrit avec Luc Béraud, en s'inspirant d'une interview d'Ingmar Bergman sur l'humiliation et d'une colère de Miller contre l'intolérance, La Meilleure Façon de marcher, dont l'action se déroule principalement au début des années 1960, raconte la relation ambiguë entre deux moniteurs d'une colonie de vacances aux méthodes pédagogiques diamétralement opposées lorsque l'un, après avoir découvert l'autre grimé en femme, se met à soupçonner ce dernier d'être homosexuel.
Miller confie le rôle de Marc, moniteur à la grande gueule, sportif et macho à Patrick Dewaere alors en pleine ascension après les succès consécutifs des Valseuses et Adieu poulet, tandis que le personnage de Philippe, collègue plus réservé de Marc, est dévolu à Patrick Bouchitey, dont c'est l'un des premiers rôles importants au cinéma. Christine Pascal, actrice révélée par Bertrand Tavernier, joue le rôle de Chantal, petite amie de Philippe. Claude Piéplu prête ses traits au directeur de la colonie de vacances, tandis que Michel Blanc, relativement peu connu du grand public, tient l'un de ses premiers rôles sur grand écran.
Le film est tourné avec un tiers du budget alloué pour le tournage à l'été 1975 en Auvergne. Miller parvient à finaliser le montage grâce à un apport financier de l'AMLF, qui distribuera le film à sa sortie en salles le 3 mars 1976. Bien accueilli par la critique, le film connaît un succès commercial relativement modeste à sa sortie avec plus d'un demi-million d'entrées en salles. Nommé à sept reprises à la Cérémonie des Césars 1977, notamment dans les catégories meilleur film et meilleur acteur pour Patrick Dewaere, il ne remporte que le César de la meilleure photographie pour Bruno Nuytten.
L'excellent accueil critique et commercial de La Meilleure Façon de marcher confirme l'ascension de Dewaere et révèle Bouchitey au grand public. Il permet également à Claude Miller de se faire connaître et d'entamer une carrière prestigieuse de réalisateur.

## Synopsis
Auvergne, été 1960. Les moniteurs dans une colonie de vacances pour garçons appliquent chacun à leur manière leur pédagogie aux groupes d'enfants dont ils ont la charge. Parmi eux, Marc, grande gueule et sportif, et Philippe, assez réservé et cérébral et également fils du directeur. Pendant que Philippe initie son groupe au théâtre, Marc, quant à lui, organise des marches et pratique sportives aux enfants dont il s'occupe. Par une nuit de pluie orageuse, Marc participe à une partie de poker en compagnie d'autres animateurs, tandis que Philippe regarde un film à la télévision avec un autre moniteur du camp, Deloux, vu comme un lèche-bottes du directeur aux yeux de ses collègues, avant d'aller se coucher.
Une coupure de courant pousse Marc, muni d'une lampe torche, à se rendre dans la chambre de Philippe pour lui demander des bougies. Après s'être annoncé, Marc entre et surprend Philippe travesti en femme. Bien que soupçonnant ce dernier d'être homosexuel, Marc décide de garder le secret et retourne à sa partie de poker. Se sentant coupable et apeuré à l'idée que Marc ne dévoile son goût particulier, Philippe essaie d'en faire son ami. Il tente d'associer leurs deux groupes pour faire des activités ensemble, mais la mise en commun échoue. Par la suite, Philippe connaît une relation ambiguë avec Marc, dont il essaye toujours de faire un ami. Victime des brimades et coups bas de Marc, Philippe surréagit aux allusions de ce dernier en se faisant des idées en pensant à tort qu'il a parlé aux autres moniteurs. La visite de sa petite amie, Chantal, ne parvient pas à calmer les angoisses de Philippe, ce qui entraîne l'échec de leur première relation sexuelle. La jeune femme vient rendre régulièrement visite à Philippe à la colonie de vacances les dimanches où elle fait la connaissance de Marc, qui tente de la courtiser. Mais les espoirs de Marc sont vains car Chantal n'aime pas son caractère arrogant et égocentrique. De retour avec Chantal à la colonie, le directeur organise autour de la piscine une réunion d'adieux pour Deloux, renvoyé du camp après la découverte de photos pornographiques dans ses effets personnels. Marc décide de balancer Philippe dans la piscine, qui manque de se noyer sous les yeux de Chantal, qui commence à avoir des doutes sur les humiliations.
À l'approche de la fin des vacances, le directeur veut organiser une fête d'adieux. Philippe suggère l'organisation d'un bal costumé, qui est accepté. Alors que Chantal, présentée et vêtue d'un costume d'homme, et Marc, déguisé en danseur de flamenco, sont présents, Philippe débarque, déguisé et maquillé en femme et invite Marc à danser, ce qu'il accepte, jouant le jeu. Philippe renverse alors la situation et provoque Marc. Excédé, Marc se met à frapper Philippe devant le public assistant au bal. Philippe commence à répliquer à la confrontation qui s'achève quand le jeune homme se munit d'un couteau et le plante dans la cuisse gauche de Marc.
Quelques années plus tard à Paris. Philippe se rend dans un appartement neuf en compagnie de Chantal. Le couple retrouve leur agent immobilier, s'avérant être Marc, qui depuis s'est marié. Il est révélé que la relation entre les deux hommes s'est apaisée avec le temps.

## Fiche technique

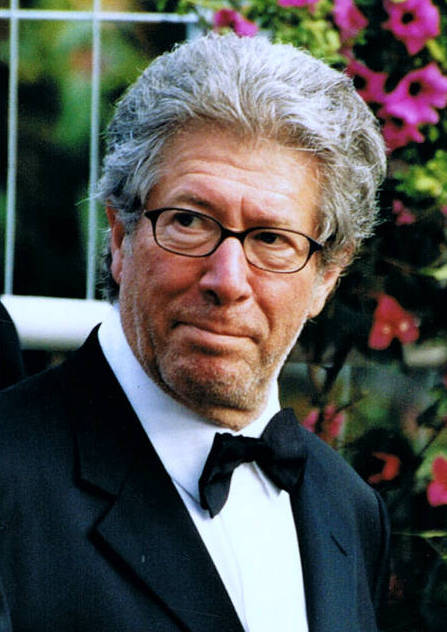
Claude Miller signe ici son premier long-métrage en tant que réalisateur.

- Titre : La Meilleure Façon de marcher
- Titre anglais ou international : The Best Way to Walk
- Réalisation : Claude Miller, assisté de Luc Béraud et Michel Such
- Scénario et dialogues : Claude Miller et Luc Béraud
- Musique : Alain Jomy
- Décors et costumes : Hilton McConnico
- Maquillage : Joël Lavaud
- Photographie : Bruno Nuytten
- Son : Paul Lainé
- Montage : Jean-Bernard Bonis
- Régisseur général : Armand Barbault
- Production : Mag Bodard et Jean-François Davy, Maurice Bernard (co-production), Hubert Niogrey (exécutive)
- Sociétés de production : Filmoblic, Cinémag et Contrechamp
- Sociétés de distribution : AMLF (France), Specialty Films (États-Unis)
- Pays d’origine :  France
- Langue originale : français
- Format : couleur (Eastmancolor) — 35 mm — 1,66:1 — son monophonique
- Genre : Film dramatique
- Durée : 82 minutes
- Dates de sortie :
  - France : 3 mars 1976, ressorties en salles le 27 août 2008 puis le 6 mars 2019 dans une version restaurée
  - États-Unis : présentation au Festival de Chicago en novembre 1976, sortie le 15 janvier 1978 à New York
- (fr) Mention CNC : tous publics, Art et essai (visa d'exploitation no 44731 délivré le 30 juillet 1992)

## Distribution
- Patrick Dewaere : Marc
- Patrick Bouchitey : Philippe
- Christine Pascal : Chantal
- Claude Piéplu : Le directeur de la colonie
- Marc Chapiteau : Gérard
- Michel Blanc : Raoul Deloux
- Michel Such : Léni
- Franck d'Ascanio : Hervé
- Nathan Miller : gamin aux lunettes
- Et les enfants de "L'Atelier" de Saint-Saturnin

## Production

### Genèse et développement

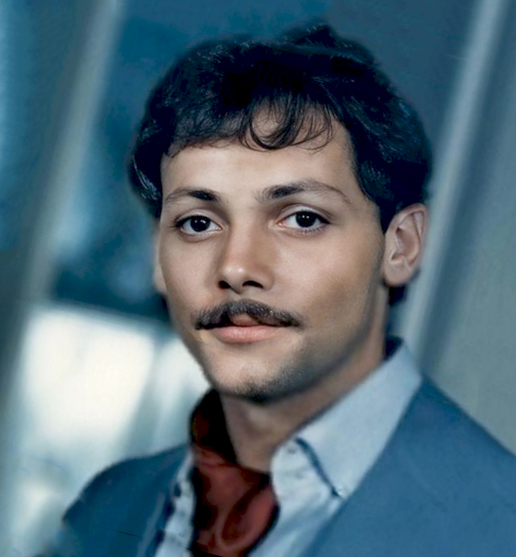
Patrick Dewaere, en 1975.

Le point de départ de La Meilleure Façon de marcher est née d'une idée de Claude Miller, à l'époque assistant réalisateur et directeur de production notamment pour François Truffaut. La lecture d'une interview du réalisateur Ingmar Bergman, dans laquelle il évoque l'humiliation, et une colère profonde de Miller contre l’intolérance raciale et sexuelle constatée dans son cercle proche, lui ont donné l'idée de s'en servir pour écrire et réaliser son premier long-métrage,,. Avec son co-scénariste Luc Béraud, Miller se plonge alors dans ses souvenirs de jeunesse.
Pour le rôle de Marc, Miller songe d'abord à Philippe Léotard, mais ne trouve finalement pas l'acteur susceptible de l'incarner. Un jour, Juliet Berto conseille à Miller le nom de Patrick Bouchitey, qui jouait la pièce Vol au-dessus d'un nid de coucou,. Miller se rend alors chez Bouchitey après la représentation. L'acteur, qui garde toutes les bobines de ses essais, lui projette celui réalisé pour Les Caïds, dans lequel il était en concurrence avec Patrick Dewaere pour un rôle que Bouchitey a finalement obtenu. Miller est impressionné par Dewaere. Encouragé par Bouchitey, Miller, qui ne pensait pas engager d'acteurs connus, envoie le scénario à Dewaere,. Le soir même, l'acteur contacte le réalisateur et lui dit avoir apprécié le scénario et qu'il veut jouer dans le film. Dewaere obtient alors le rôle de Marc, adorant l'idée de jouer un personnage antipathique. Les deux rôles principaux attribués, Miller confie le rôle de Chantal, la petite amie de Philippe, à Christine Pascal, révélée par Bertrand Tavernier, et celui du directeur de la colonie de vacances et père de Philippe à Claude Piéplu.
C'est Patrick Dewaere qui a suggéré le nom de Michel Blanc à Claude Miller, après l'avoir vu sur scène au théâtre du Splendid.

### Tournage
Le tournage du film s'est déroulé à l'été 1975 sur cinq semaines en Auvergne, essentiellement à Cellule, ancienne commune du Puy-de-Dôme. Malgré la présence de Dewaere au casting, le film connaît des problèmes de financement et n'est tourné qu'avec le tiers du budget prévu, qui a servi à payer l'indispensable tel que la pellicule et la location de matériel. Très motivé par le projet, Dewaere accepte de ne pas être payé, tout comme le reste de l'équipe, dont Miller lui-même. Cependant, il manque toujours de l'argent pour payer le montage du film, qui n'a même pas de distributeur,. Jean-Louis Livi, alors agent et admiratif des courts-métrages réalisés par Miller, lui propose de payer plusieurs jours de montage pour faire une bande-annonce avec toutes les scènes comiques, et la montrer à Claude Berri qui était à la tête de l'AMLF, l'une des plus grosses sociétés de distribution de l'époque en France,. La bande-annonce amuse l'AMLF, qui pense avoir affaire à un film comique. Les membres de la société, suffisamment conquis lors de la projection, acceptent alors d'entrer dans le financement du film, ce qui permet à Miller de finir le film et de faire le montage.

## Sortie et accueil

### Réception critique

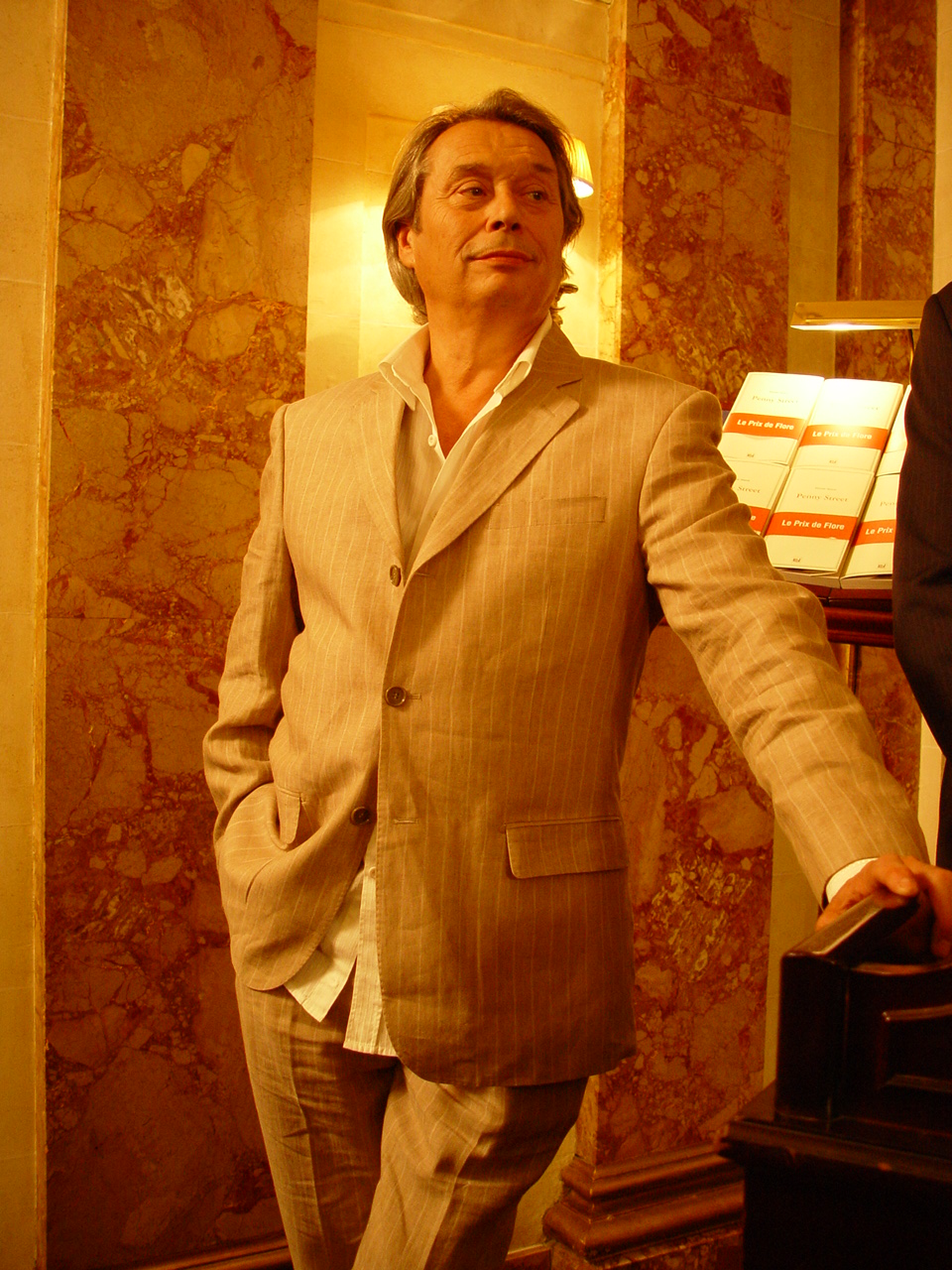
Patrick Bouchitey.

La Meilleure Façon de marcher sort en France le 3 mars 1976 avec interdiction aux moins de 13 ans et bénéficie de bonnes critiques au moment de sa sortie. Le critique Jean de Baroncelli écrit dans Le Monde qu'« il faut dire pour être tout à fait dans le vrai, que le film doit aussi sa réussite beaucoup à ses deux principaux interprètes : Patrick Dewaere dans le rôle de grossier personnage est tout à fait remarquable comme à son habitude ».
José-Maria Bescos de Pariscope juge que : « Pour beaucoup, Patrick Bouchitey, absolument remarquable, sera la révélation du film, parce que l'on aura oublié ses débuts dans Les Caïds de Robert Enrico, qui le préféra à… Patrick Dewaere. Celui-ci est dé-fï-ni-ti-ve-ment un Grand... Avec les trois D — Depardieu, Dutronc, Dewaere — là aussi la relève est fameuse. ».
François Truffaut fait également l'éloge du film : « C’est un film clair et simple d’une violence intérieure. La seule qui me touche (…). Le tour de force de Claude Miller, nous présenter des personnages forts dans des situations fortes ».

### Box-office
- France : 591 421 entrées (sortie initiale et reprises en salles)

Le film prend la treizième place du box-office français la semaine de sa sortie avec 47 125 entrées, dont 46 153 entrées sur Paris, où il occupe la quatrième place du box-office. Aidé par le bon accueil critique, La Meilleure façon à marcher parvient à se hisser en cinquième place des meilleures entrées en seconde semaine avec 82 759 entrées, lui permettant de cumuler 129 884 entrées. Le long-métrage atteint les 300 000 entrées fin mars 1976 et les 400 000 entrées près d'un mois plus tard. Le film quitte le top 30 après dix semaines d'exploitation avec 447 067 entrées. Au cours de sa première année d'exploitation, La Meilleure Façon de marcher totalise 547 957 entrées, ce qui lui permet de se hisser à la 59e place du box-office annuel. Pour sa première exploitation en salles, il totalise 588 030 entrées, dont plus de 193 000 entrées rien qu'à Paris, tandis que sa reprise en août 2008 lui a permis de réunir 1 904 entrées. Pour sa reprise en version restaurée en mars 2019, le long-métrage enregistre 66 entrées pour son premier jour en salles sur une copie, tandis que pour son premier week-end, il totalise 459 entrées sur une copie. L'exploitation en salles du film en 2019 attire 1 487 spectateurs.
| Semaine | Semaine                 | Rang | Entrées | Cumul   | no 1 du box-office hebdo.        |
| ------- | ----------------------- | ---- | ------- | ------- | -------------------------------- |
| 1       | 3 mars au 9 mars 1976   | 4    | 46 153  | 46 153  | Vol au-dessus d'un nid de coucou |
| 2       | 10 mars au 16 mars 1976 | 5    | 39 390  | 85 543  | Vol au-dessus d'un nid de coucou |
| 3       | 17 mars au 23 mars 1976 | 9    | 31 747  | 117 290 | L'Alpagueur                      |
| 4       | 24 mars au 30 mars 1976 | 11   | 23 710  | 141 000 | L'Alpagueur                      |

| Semaine | Semaine                   | Rang | Entrées | Cumul   | no 1 du box-office hebdo.        |
| ------- | ------------------------- | ---- | ------- | ------- | -------------------------------- |
| 1       | 3 mars au 9 mars 1976     | 13   | 47 125  | 47 125  | Les Dents de la mer              |
| 2       | 10 mars au 16 mars 1976   | 5    | 82 759  | 129 884 | Les Dents de la mer              |
| 3       | 17 mars au 23 mars 1976   | 9    | 76 530  | 206 414 | Les Dents de la mer              |
| 4       | 24 mars au 30 mars 1976   | 11   | 55 097  | 261 511 | L'Alpagueur                      |
| 5       | 31 mars au 6 avril 1976   | 12   | 44 311  | 305 822 | Vol au-dessus d'un nid de coucou |
| 6       | 7 avril au 13 avril 1976  | 14   | 35 124  | 340 946 | Vol au-dessus d'un nid de coucou |
| 7       | 14 avril au 20 avril 1976 | 17   | 35 131  | 376 077 | A nous les petites Anglaises     |
| 8       | 21 avril au 27 avril 1976 | 16   | 34 167  | 410 244 | Vol au-dessus d'un nid de coucou |
| 9       | 28 avril au 4 mai 1976    | 27   | 21 040  | 431 284 | Vol au-dessus d'un nid de coucou |
| 10      | 5 mai au 11 mai 1976      | 29   | 15 783  | 447 067 | Vol au-dessus d'un nid de coucou |

## À noter
- Le titre du film fait référence à une chanson scoute devenue un classique des colonies de vacances : « La meilleure façon de marcher, c'est encore la nôtre, c'est de mettre un pied devant l'autre et de recommencer. » (notamment audible dans les films Les Randonneurs, La Petite Voleuse et La Classe de neige).
- Claude Miller s'est inspiré de ses propres expériences en colonies de vacances pour certaines scènes. Il y est allé trois fois avec la ville de Montreuil. Ainsi, le moniteur invite les enfants à se coucher du côté droit (façon un peu hypocrite, dans les années 50-60, d'espérer entraver la propension à se masturber des garçons pré-adolescents, la majorité d'entre eux étant droitiers).
- Le 1er mars 1976, Philippe Caloni reçoit Patrick Dewaere sur France Inter pour la sortie du film La Meilleure Façon de marcher[22]. L'acteur dévoile qu'il a instantanément accepté le rôle, dès la lecture du scénario, ce qui est alors inédit pour lui. Concernant la très révélatrice et intense dernière séquence du film, réalisée en fin de tournage, où son personnage machiste et primaire dévoile son trouble face au jeune homme sexuellement ambigu joué par Patrick Bouchitey, qu'il avait continuellement agressé au cours de l'histoire, Dewaere déclare : « C'est la plus grande scène du film. Je n'ai tourné tout le film que pour cette scène-là ». Le journaliste soulève la question du risque de tourner avec Claude Miller, que personne ne connaît alors vraiment. Dewaere répond avec malice : « Non. Ce n'est pas un risque. C'est un bon calcul ! ». La journaliste Sophie Dumoulin précise qu'il vient d'achever le tournage de F comme Fairbanks de Maurice Dugowson. Il compare : « Dans le film de Claude Miller, je suis un type que rien n'abat alors que pour le film de Dugowson, je deviens fou à la fin », soulignant combien les événements dramatiques d'une existence peuvent affecter un être humain aussi fragile et sensible que le personnage de F comme Fairbanks. Concernant sa technique d'acteur, Dewaere confirme qu'il refuse de « faire semblant ». Il prétend que ce serait plus simple et qu'il procéderait ainsi par paresse. Il confirme littéralement vivre les émotions du personnage et agir en fonction du rôle. Il réfute en revanche la notion d'improvisation et confirme un choix délibéré, une réflexion et une certaine préparation.
- Dans Nos jours heureux, plusieurs scènes font écho au film, notamment quand Truman lance le petit Pichavent dans la piscine et lorsque les animateurs lisent les messages des enfants.
- Le pyjama rayé de Marc[23],[24]  rappelle la tenue des déportés et notamment des déportés homosexuels, les « triangles roses », dans les camps de concentration nazis [25][réf. nécessaire]. C’était déjà le cas du pyjama rayé de certains personnages du film à sketchs Le Lit à deux places[26], dont certaines scènes ambiguës évoquent déjà l'homosexualité. Claude Miller était sensibilisé par la Shoah du fait de l’histoire de sa famille, sujet directement abordé avec le film Un secret et indirectement dans ses autres films[27]. Dans une interview à la publication France-Amérique, il répond ainsi à la remarque « Durant toute votre carrière, vous n’aviez jamais abordé ce thème de la Shoah… » : « Je ne l’ai jamais abordé directement, mais il y a des tensions, une atmosphère d’anxiété et de peur latente qui peut venir d’une enfance qui a été marquée par ce qui s’était passé. ».

## Récompenses et distinctions
- Césars 1977 : 
  - César de la meilleure photographie pour Bruno Nuytten
    - nomination au César du meilleur film
    - nomination au César du meilleur réalisateur pour Claude Miller
    - nomination au César du meilleur scénario original ou adaptation pour Luc Béraud et Claude Miller
    - nomination au César du meilleur acteur pour Patrick Dewaere
    - nomination au César du meilleur son pour Paul Lainé

## Restauration en HD 4K
- Film restauré en 4K à l'initiative de LCJ Éditions et Productions en 2015 par les Laboratoires Éclair.
- Film numérisé et restauré avec le soutien du CNC dans le but de sauvegarder et diffuser l’œuvre avec les meilleurs standards techniques.